# Joachim Ludwig Heydert
Joachim Ludwig Heydert (* 8. August 1716 in Klein Glienicke; † 3. Januar 1794 in Potsdam) war ein Königlicher Hofgärtner in Potsdam.

## Leben und Wirken
Joachim Ludwig Heydert war der Sohn des Kurfürstlichen Gärtners und Planteurs in Klein Glienicke Martin Ludwig Heydert und stammt aus dessen zweiter Ehe mit Maria Magdalena, geborene Hasse. 1733 begann er in Charlottenburg eine Lehre beim Hofgärtner des Lustgartenreviers Joachim Arndt Saltzmann. Nach der Ausbildung trat er 1736 mit viereinhalb Talern in der Tasche seine Gesellenwanderung an, die ihn zunächst in das damals sächsische Pretzsch führte und 1738 nach Schloss Amalienborg in Kopenhagen. 1739 ging Heydert in die Niederlande, wo er siebzehn Jahre für die wohlhabende Familie de Pinto auf deren Landsitz Tulpenburg bei Amsterdam als Zeichner und Grottierer tätig war. Die wegen seiner Grottierarbeiten in damaliger Zeit bekannte Parkanlage zog zahlreiche Besucher an. So auch Friedrich II., der inkognito als Kapellmeister des Königs von Polen am 22. Juni 1755 den Landsitz besichtigte und Heydert in seine Dienste berief.
Fast ein Jahr später, am 30. Mai 1756, traf Heydert in Potsdam ein. Durch den Beginn des Siebenjährigen Krieges gab es für ihn jedoch wenig zu tun, weil der König bereits begonnene Arbeiten einschränken oder ganz einstellen ließ. Er wurde zunächst als Stellvertreter des Hofgärtners Johann Michael Krempel eingesetzt, der für den Potsdamer Lustgarten verantwortlich war. Nach dessen Tod 1759 bekam Heydert die Leitung über dieses Gartenrevier übertragen, das er bis 1794 betreute. Im östlichen Parkteil von Sanssouci verzögerte sich der Bau der Bildergalerie und somit auch die an Heydert nach Skizzen des Königs in Auftrag gegebenen Garten- und Grottierarbeiten an der südseitigen Terrassenmauer, die erst nach dem Ende des für Preußen günstig ausgegangenen Krieges zwischen 1763 und 1766 erfolgten. An die Terrassenmauer schloss sich nach Süden ein kleines, halbrundes Gartenparterre mit geschnittenen Buchsbaumbändern in barocken Mustern und farbigen Glaskorallen an sowie Nutzgartenflächen. Der Höhenunterschied wurde durch eine nach ihrer figürlichen Dekoration benannten Puttenmauer abgefangen, für die der französische Architekt Jean Laurent Legeay den Entwurf fertigte. Im Park übernahm Heydert zudem die weitere Ausführung der 1754 unter Leitung des Hofgärtners Philipp Friedrich Krutisch begonnene Gartengestaltung im Stil eines „Jardin anglo-chinois“ am ebenfalls erst nach dem Krieg fertiggestellten Chinesischen Haus und die Ausschmückung des Grottensaals im Neuen Palais mit Mineralien, Muscheln, Glasschlacken und Korallen. 
Heydert hatte in Potsdam verschiedene Reviere zu betreuen, die in einer Aufstellung durch den Gartendirektor Johann Gottlob Schulze wiedergegeben werden. In seinen Aufgabenbereich gehörten der Lustgarten nebst Orangerie, Allee längs der Kommunikation vom Lustgarten nach dem alten Wassertor, Allee in der Brandenburger Straße, Allee in der Lindenstraße, Wilhelmplatz-Plantage bei der Post, Plantage bei der Garnisonkirche, Plantage um den großen holländischen Bassin nebst Gärtchen auf dortiger Insel, Allee längs dem Kanal in der Stadt, ein Lindenberceau vor der Bildergalerie, eine Allee zu Novawes. Zudem beschäftigte er sich mit der Orangeriekultur, der Kirschtreiberei und der Kultivierung von Ananas, die aus der privaten Gärtnerei Joachim Ludwig Heyderts […] vor dem Nauener Tor so appetitlich […] gewesen sein soll, dass König Friedrich II. ein […] eigenständiges Revier [nahe dem späteren Parkausgang am Grünen Gitter] einrichten ließ und den Neffen und Gesellen von Heydert, Conrad Pluymer, zum Ananasgärtner berief. Das Grundstück mit Haus nördlich des Nauener Tors, in der damaligen Spandauer Straße, heute Friedrich-Ebert-Straße 83, kaufte Heydert 1764. Auf seinem Privatgrundstück gründete er die erste Potsdamer Baumschule für Parkbäume, um den ständigen Bedarf an Gehölzen für Park-, Straßen- und Platzpflanzungen abdecken zu können, deren Aufzucht und Pflege eine der wichtigsten Aufgaben der Hofgärtner war.
Joachim Ludwig Heydert starb 1794 in Potsdam und fand in der Dorfkirche in Stolpe seine letzte Ruhe. In der Position des Hofgärtners war er in einer gehobenen gesellschaftlichen Stellung und zählte zu den höheren bürgerlichen Beamten. Die Familie stiftete 800 Taler und ließ sich in der Stolper Kirche eine Familiengruft anlegen. Ein Epitaph gibt über seinen 1728 verstorbenen Vater, seine erste, 1777 oder 1786 verstorbene Ehefrau Maria Margarete, geborene Kroocken (wahrscheinlich Krogh), andere Quellen schreiben Krok (Krooke) und ihn selbst Auskunft, deren Grabinschrift Theodor Fontane in den Reisebeschreibungen „Fünf Schlösser“ im Abschnitt „Die Kirche zu Stolpe“ aufnahm. Nach dem Tod seiner ersten Frau heiratete Heydert 1787 Katharina Pluymer und ging mit Katharina Elisabeth Dames eine dritte Ehe ein, aus der der 1788 geborene spätere Handelsgärtner und Geschäftsnachfolger Martin Ludwig Heydert († 1862) und zwei weitere Kinder stammten.